# Hermann Reck

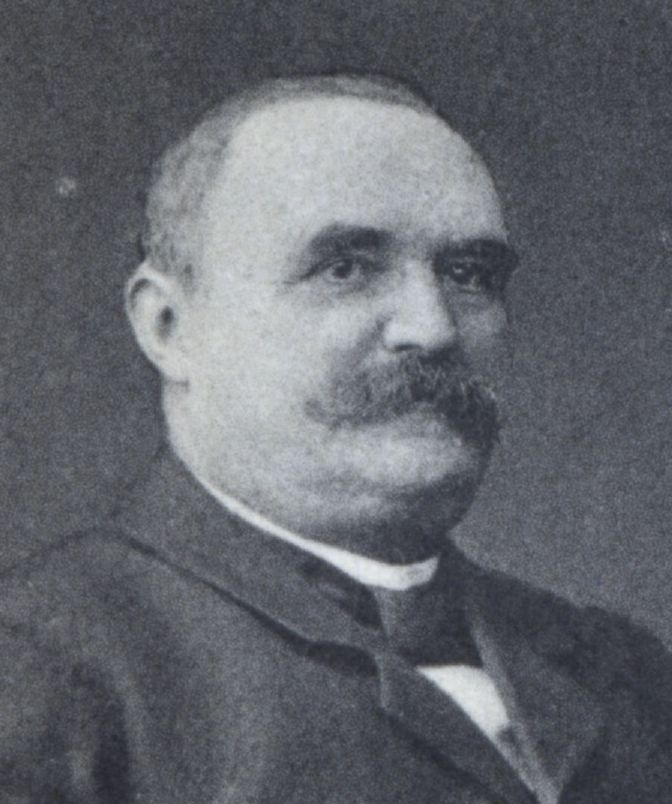
Hermann Reck als Reichstagsabgeordneter 1912

Hermann Reck (* 30. November 1847 in Malleczewen; † 1931 in Lyck) war ein deutscher Gutsbesitzer. Bei der Reichstagswahl 1912 wurde er in den Reichstag gewählt, dem er bis zum Ende des Ersten Weltkriegs angehörte.

## Leben
Reck besuchte das Königliche Gymnasium Lyck und studierte an der Universität Jena. Er erlernte die Landwirtschaft auf Gütern in Ostpreußen und übernahm 1873 zuerst pachtweise, dann als Eigentümer das elterliche Gut Malleczewen. Er diente im Deutsch-Französischen Krieg 1870/71 beim Dragoner-Regiment „Prinz Albrecht von Preußen“ (Litthauisches) Nr. 1. Ferner war er Kreisdeputierter, Mitglied des Provinziallandtags der Provinz Ostpreußen, Mitglied des Kreisausschusses, des Kreistags und des Kuratoriums der Kreissparkasse. Seit 1. Februar 1900 war er Mitglied des Preußischen Hauses der Abgeordneten, dem er bis 1913 angehörte. Ausgezeichnet wurde er mit dem Roten Adlerorden IV. Klasse.
Von 1912 bis 1918 war er Mitglied des Reichstags für den Reichstagswahlkreis Regierungsbezirk Gumbinnen 6 und die Deutschkonservative Partei.
Er war der Vater von Friedrich Reck-Malleczewen (1884–1945).